# تنقير (صعدة)
تنقير هي إحدى قرى الجمهورية اليمنية. تتبع جغرافيا لمحافظة صعدة و إداريًا لمديرية مجز. يبلغ تعداد سكانها 3427 نسمة حسب الإحصاء الذي أجري عام 2004.